# Імброська і Тенедоська митрополія
Імброська і Тенедоська митрополія (грец. Μητρόπολη Ίμβρου καί Τενέδου) — митрополія Константинопольської православної церкви на території Туреччини. Єпархіальний центр — Чинарли (на острові Гьокчеада).
Митрополія охоплює територію островів Гьокчеада (Імброс) і Бозджаада (Тенедос), що входять до провінції Чанаккале.
У V ст. н. е. острів Імброс був частиною Лімноської та Імброської єпархії в складі Коринфської митрополії, в IX ст. став архієпархією, а бл. 1010 року — екзархатом. У 1397 році екзархат був скасований, утворена Імброська архієпархія, яка в XV ст. була підвищена до митрополії.
Острів Тенедос став єпархією у складі Мітілінійської митрополії в IX ст. і на початку XIV ст. був підвищений до митрополії. У 1368 році Тенедоська митрополія була приєднана до Периферіонської. З 1383 до 1456 року острів був ненаселеним. З 1456 року став частиною Мітілінійської митрополії, в складі якої був до 22 січня 1925 року, коли був приєднаний до Імброської митрополії.
Правлячий архієрей має титул митрополит Імброський і Тенедоський, іпертим і екзарх Егейського моря. З 2002 року митрополитом Імброським і Тенедоським є Кирило (Драгуніс).